# Баняра ди Романя
Баня̀ра ди Рома̀ня (на италиански: Bagnara di Romagna, на местен диалект Bagnèra, Банера) е малко градче и община в Северна Италия, провинция Равена, регион Емилия-Романя. Разположена е на 15 m надморска височина. Населението на общината е 2351 души (към 2011 г.).